# Константинов, Анатолий Николаевич
Константинов Анатолий Николаевич (родился 5 мая 1949 года, Ленинград, РСФСР) — заслуженный работник культуры РФ (2009), председатель Российского творческого Союза работников культуры, президент Фонда Морское образование, помощник депутата ГД РФ Е.Г. Драпеко

## Биография
Константинов Анатолий Николаевич родился в Ленинграде в 1949 году. В 1970 году окончил режиссёрское отделение Ленинградского государственного института культуры им. Н. К. Крупской.
После окончания университета Анатолий Константинов в качестве режиссёра народного театра ДК «Современник» г. Пензы-19 поставил несколько молодёжных спектаклей и городских массовых праздников.
С 1974 по 1982 год — художественный руководитель, а затем директор клуба «Корабел» Ленинградского кораблестроительного института. В то же время Анатолий Николаевич Константинов являлся председателем культкомиссии Областного Комитета профсоюза работников просвещения, высшей школы и научных учреждений.
В 1982 году он возглавил Дом учёных в Лесном, где организовал много интересных мероприятий. Наиболее яркой акцией стала Международная регата по Балтике «За культуру, экологию и мир» с участием учёных, студентов и деятелей культуры восьми стран (1989).
В 1991—1993 годах — первый заместитель председателя Комитета по культуре мэрии Ленинграда. Под его непосредственным руководством состоялись: концерт на Дворцовой площади «Рок против танков» в августе 1991 года, фестиваль питерского андеграунда в 1991 году во французском городе Нант, мероприятия, посвящённые возвращению нашему городу исторического названия, и круиз по Балтике писателей одиннадцати стран в 1992 году.
В 1993—1995 годах — директор театра «Балтийский дом», где ему удалось превратить фестиваль «Балтийский дом» в один из самых ярких театральных форумов Европы.
В 1995—1999 годах — возглавил Центральный парк культуры и отдыха. На новом месте работы он организовал множество новых акций, среди которых особенно выделяется авторский проект «Праздник корюшки», ставший новой культурной традицией Санкт-Петербурга.
В 1996 году — избран в состав Правления Санкт-Петербургского отделения Российского творческого союза работников культуры.
С 1999 года — проректор по социально-культурной работе в Санкт-Петербургский государственный морской технический университет.
С 2002 года — президент Фонда «Морское образование».
С января 2009 года — заместитель председателя ассоциации «Морское наследие России».
С июня 2014 года — председатель Российского творческого Союза работников культуры.
С декабря 2014 года — советник ректора Государственного университета морского и речного флота им. адм. С. О. Макарова.
Женат, имеет двух сыновей и внука.

## Общественная деятельность
Анатолий Николаевич является действительным членом Международной академии наук экологии, безопасности человека и природы (МАНЭБ), постоянной комиссии по воспитанию студентов при Совете ректоров вузов Санкт-Петербурга, межведомственной комиссии по морскому культурному и историческому наследию при Морской Коллегии РФ.

## Звания и награды
- Медаль «В память 300-летия Санкт-Петербурга» (2004).
- почётный знак Союза работников культуры «За служение культуре» (2004).
- Медаль ФНПР «100 лет профсоюзам России» (2004).
- «Столетие подводных сил России» (2005) — от Министерства обороны РФ.
- Медаль «Адмирал Кузнецов» (2005).
- свидетельство Росвоенцентра при Правительстве РФ "За большой вклад в работу по реализации государственной программы «Патриотическое воспитание граждан РФ за 2006-10 гг.».
- «За содействие морской пехоте России» (2011).
- от Министерства транспорта — «Августин Бетанкур» — за большой вклад в развитие научно-технической и образовательной деятельности в области транспорта (2008 г.).
- от Международного Благотворительного Фонда «Меценаты столетия» «Честь и польза» (2009).
- Заслуженный работник культуры РФ (5 декабря 2009 года) — за заслуги в области культуры и многолетнюю плодотворную работу[1].
- Премия Правительства Санкт-Петербурга «За выдающиеся достижения в области высшего и среднего профессионального образования» (2010).
- от проекта «Аллея Российской Славы» — «В честь 300-летия со дня рождения М. В. Ломоносова» (2011).
- медаль от Росвоенцентра «Патриот России» (2011).
- Почётный знак «За заслуги в развитии культуры и искусства» (19 мая 2016 года, Межпарламентская ассамблея СНГ) — за значительный вклад в формирование и развитие общего культурного пространства государств — участников Содружества Независимых Государств, в реализацию идей сотрудничества в сфере культуры и искусства[2]